# アレクサンドロス・サケラリオウ

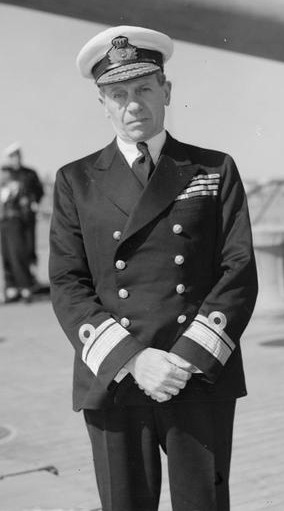
アレクサンドロス・サケラリオウ（1943年）

アレクサンドロス・ピラトス・サケラリオウ (ギリシア語：Αλέξανδρος Σακελλαρίου, 英語：Alexandros Sakellariou, 1887年1月1日 - 1982年7月7日) は、ギリシャ王国の海軍軍人。政治家。第二次世界大戦時のギリシャ海軍の総司令官。戦後は、国防大臣に就任する。

## 来歴
1887年1月1日にマンドラで生まれる。1902年にギリシャ海軍士官学校に入学し、1906年に少尉として卒業する。王党派としてイオアニス・メタクサスのクーデターを支持した。1937年に海軍参謀総長になり、ギリシャの戦いまで、その地位にいた。やがてギリシャが敗走し、アレクサンドロス・コリジス首相が自殺した際は、エジプトへ亡命する。1944年、ギリシャが解放され帰国する。
1951年にニコラオス・プラスティラス政権で国防大臣になり、1952年まで同職に就いた。